# Apyretina
Apyretina là một chi nhện trong họ Thomisidae.